# Biserica de lemn Sf. Ilie din Cupșeni

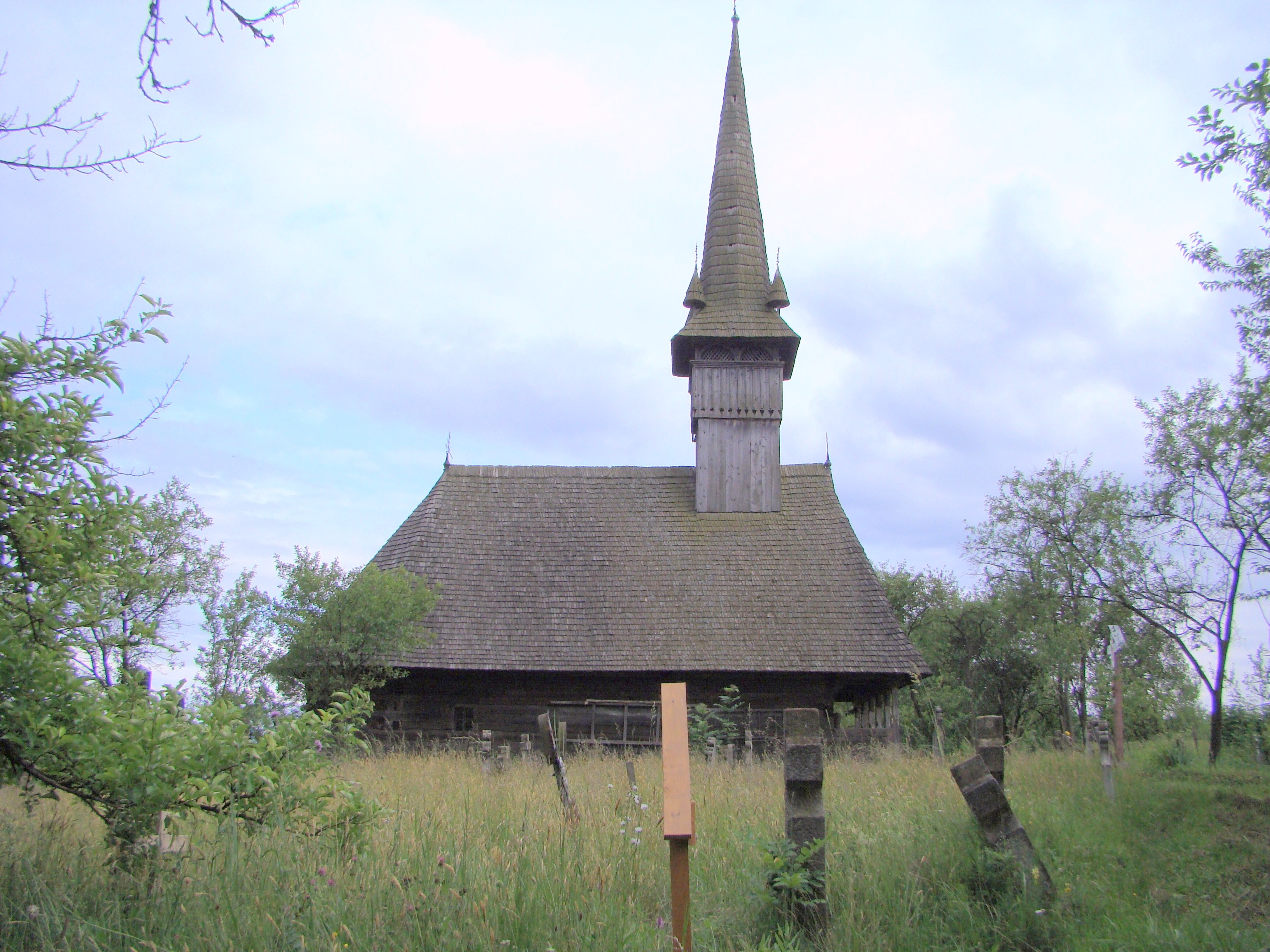
Biserica de lemn Sfântul Ilie din Cupşeni, comuna Cupşeni, județul Maramureș, foto: iunie 2009.

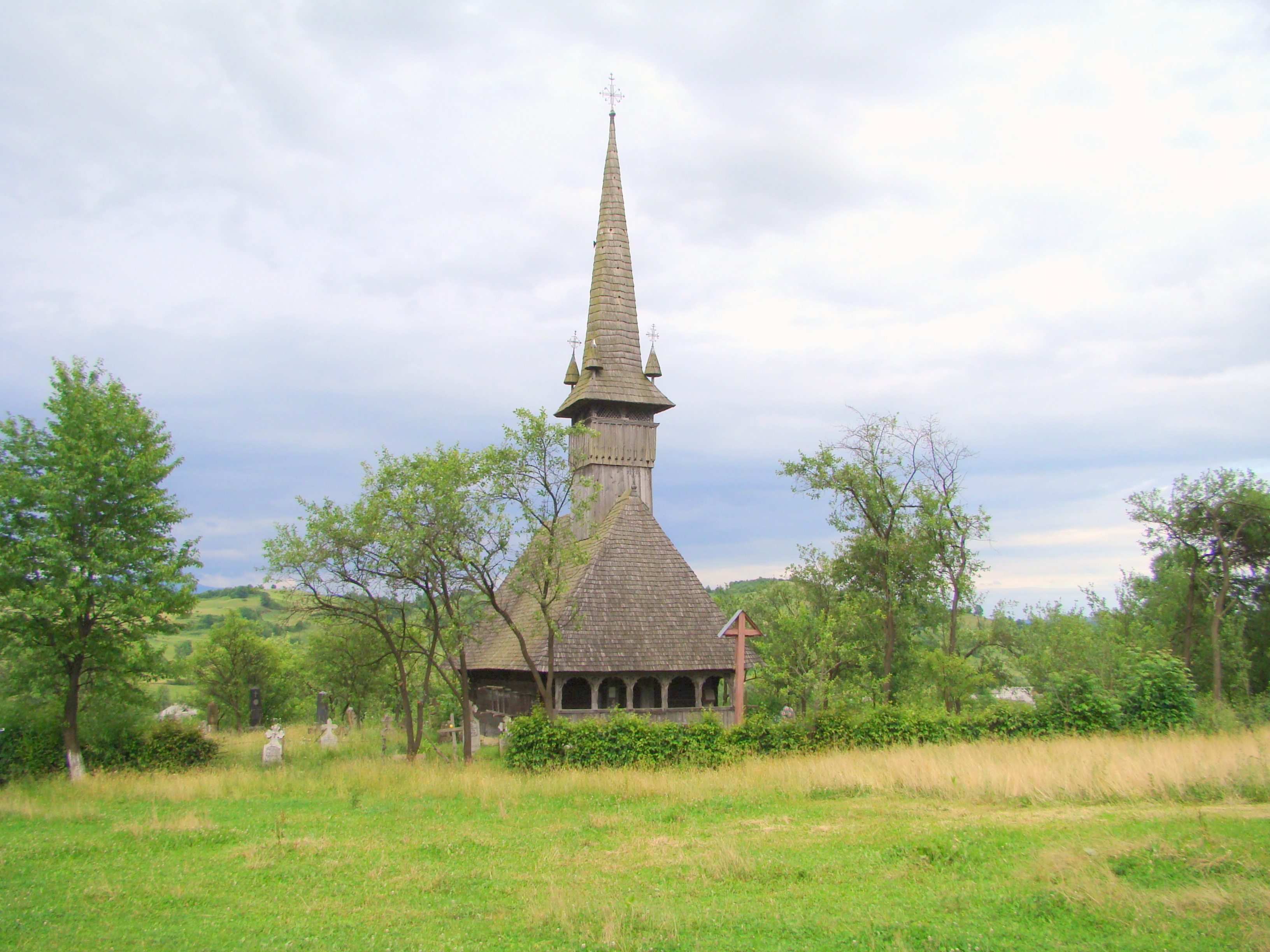
Biserica (vest)

Biserica de lemn „Sfântul Ilie” din Cupșeni, comuna Cupșeni, județul Maramureș datează,probabil,cel mai târziu din secolul al XVIII-lea . Lăcașul figurează pe lista monumentelor istorice, cod LMI MM-II-m-A-04562.

## Istoric și trăsături
Referitor la construcția acestui sfânt lăcaș, în monografia comitatului se spune că ar data din 1600, iar din conscripția de la 1733 rezultă că s-a petrecut înaintea acestui an. Biserica a fost adusă din centrul de formare al satului pe un loc mai înalt, datorită extinderii lui ca număr de locuitori. Biserica este construită din lemn de brad cu temelia de piatră, având forma de navă și este acoperită cu șindrilă. Fiind așezată în mijlocul cimitirului, ea se evidențiază prin echilibrul proporțiilor și frumusețea turnului, decorat cu patru turnulețe la baza coifului. După toate probabilitățile, anul executării picturii murale este 1823. Din pictura murală interioară, zone întinse sunt grav deteriorate, în special la nivelul pereților. În altar se pot distinge pe boltă câteva cete îngerești. Iconostasul prezintă scenele tradiționale, amplu dezvoltate.

## Imagini din exterior

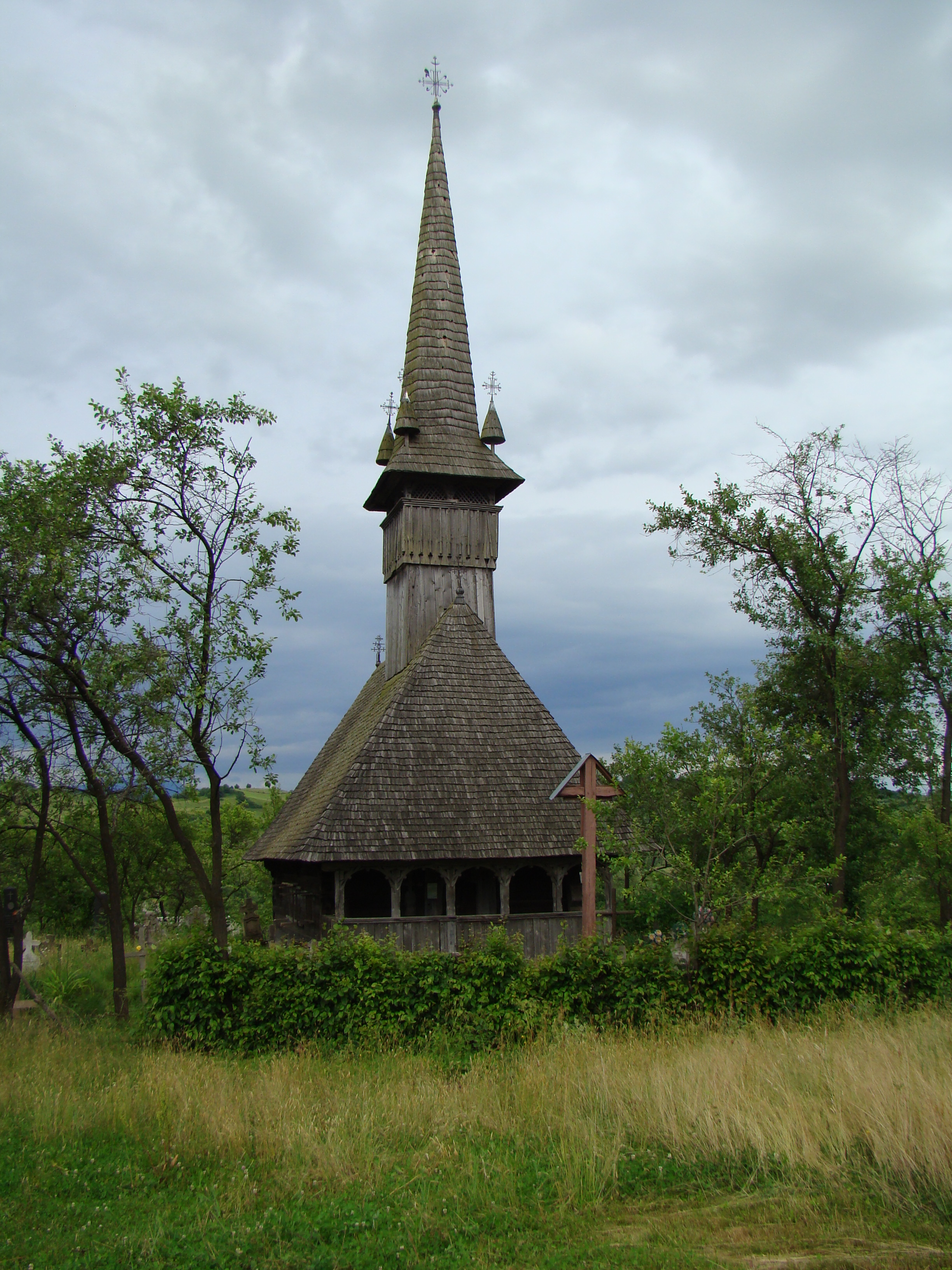
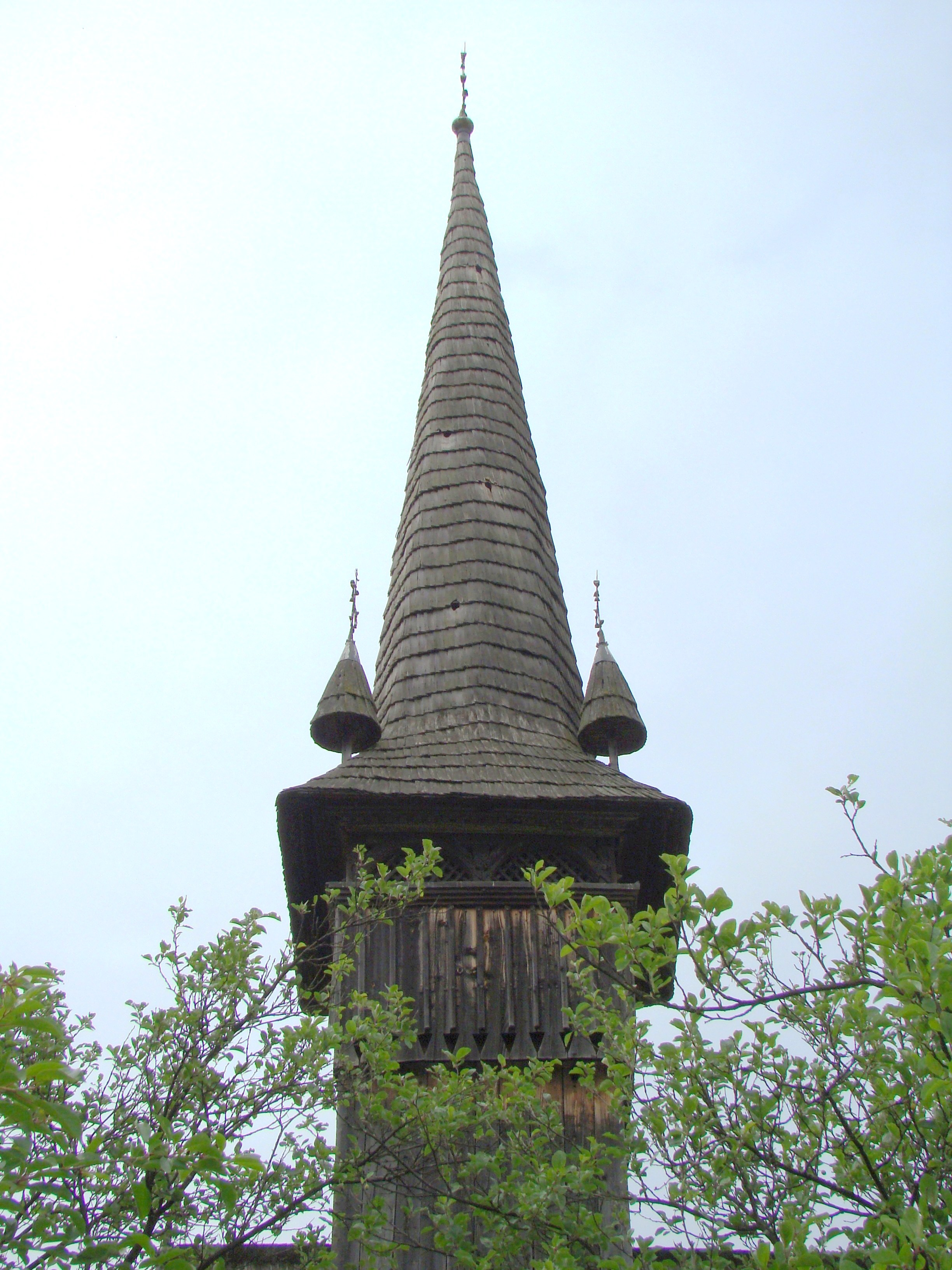
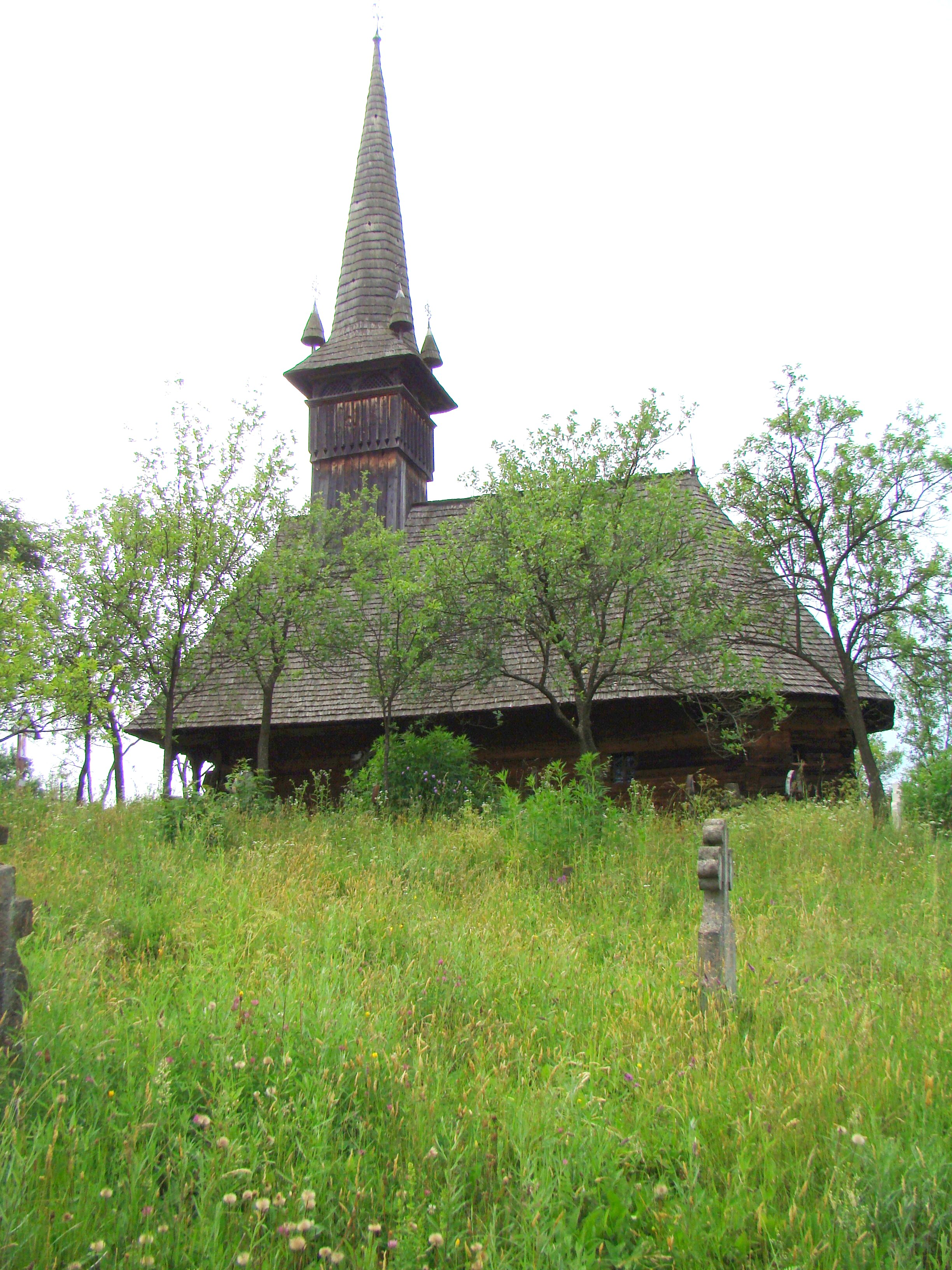
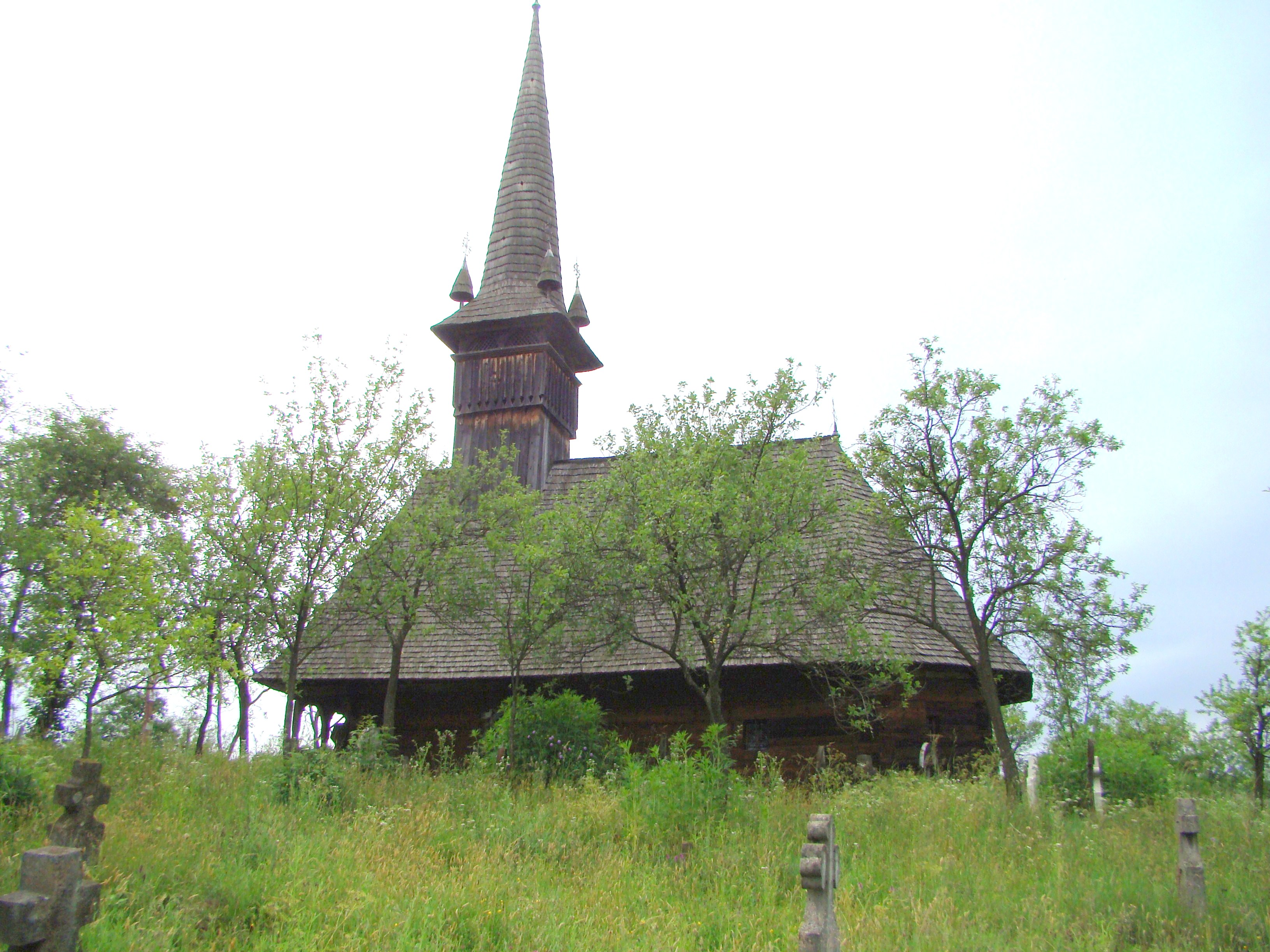
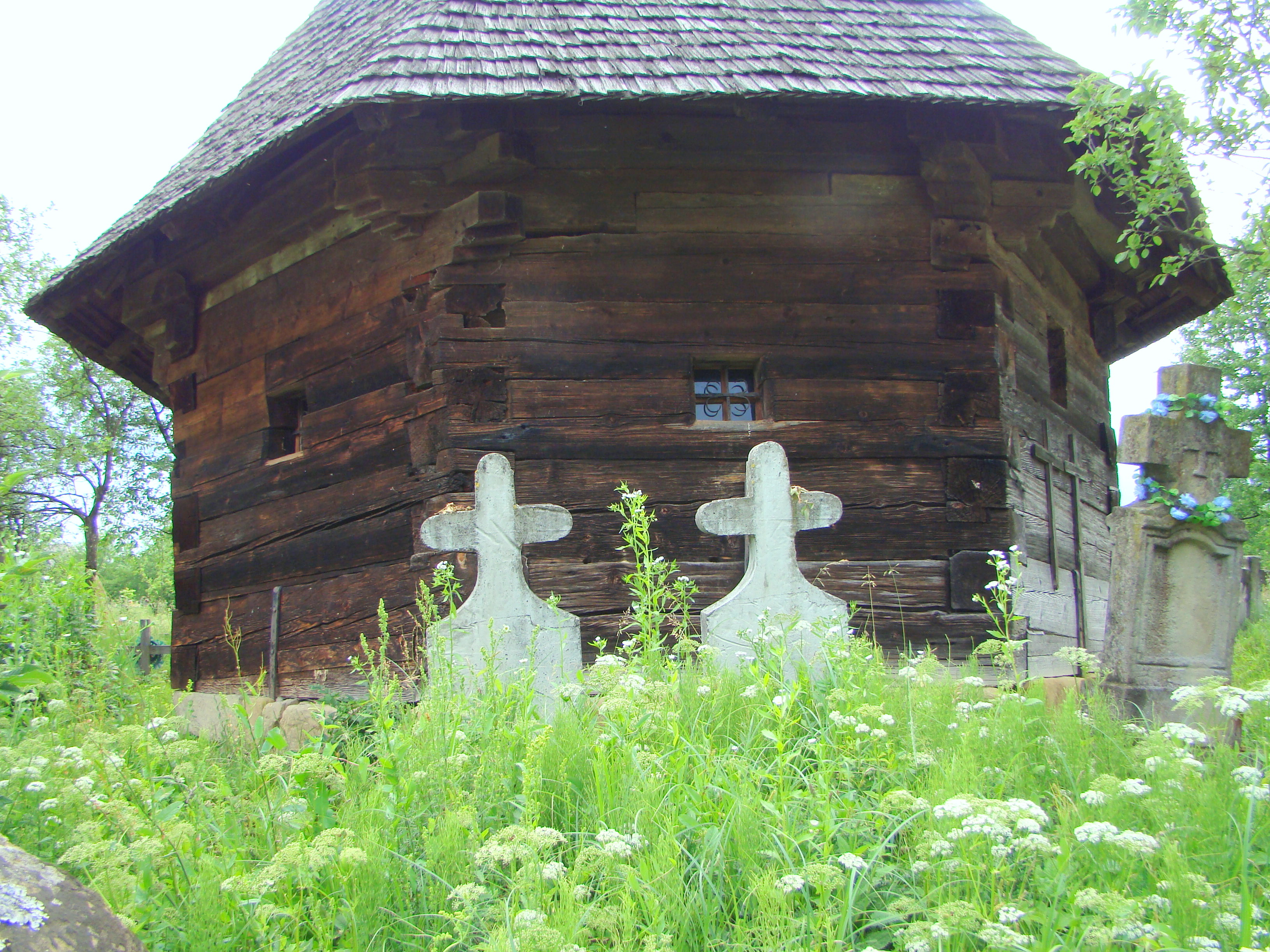
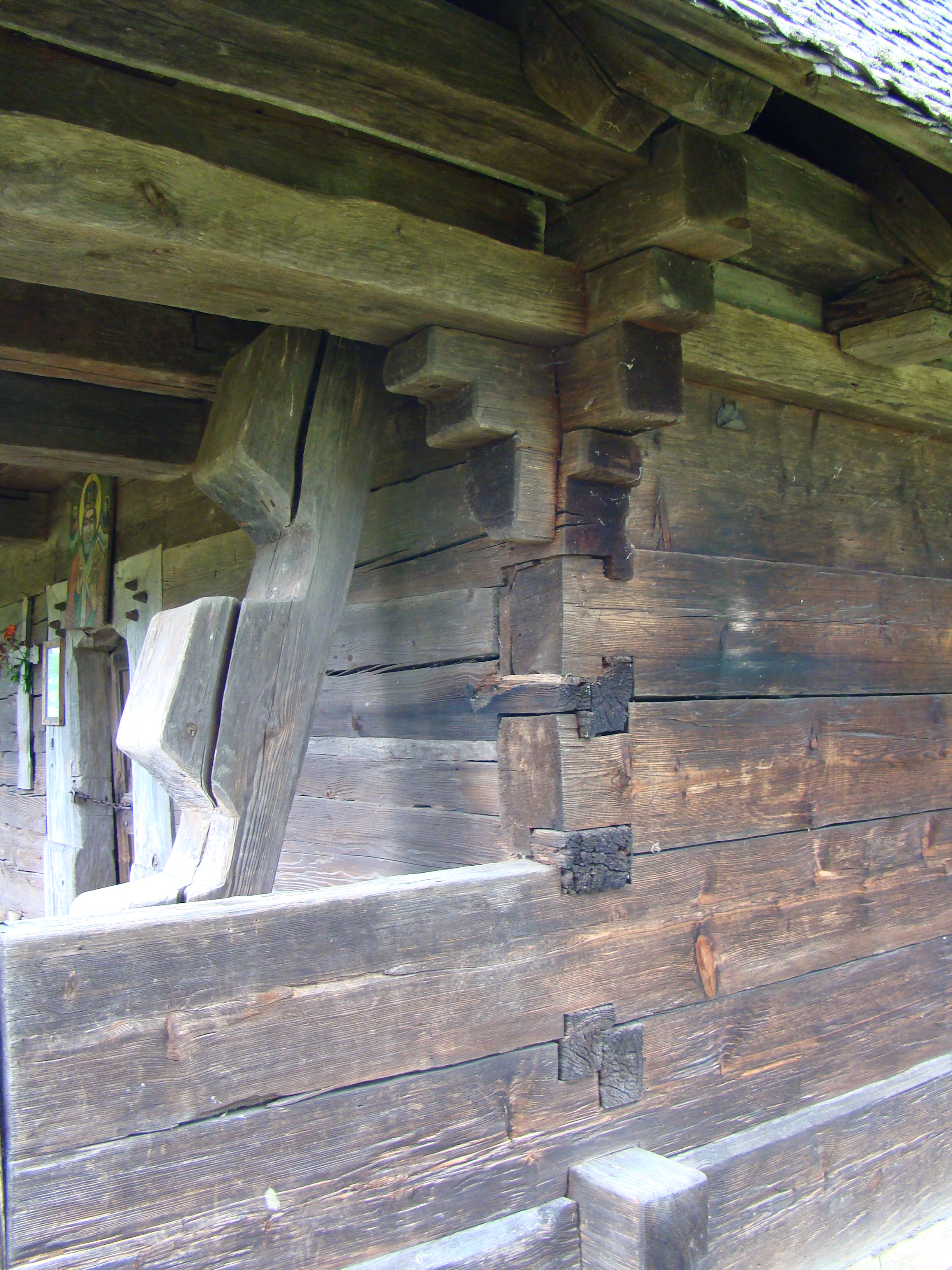
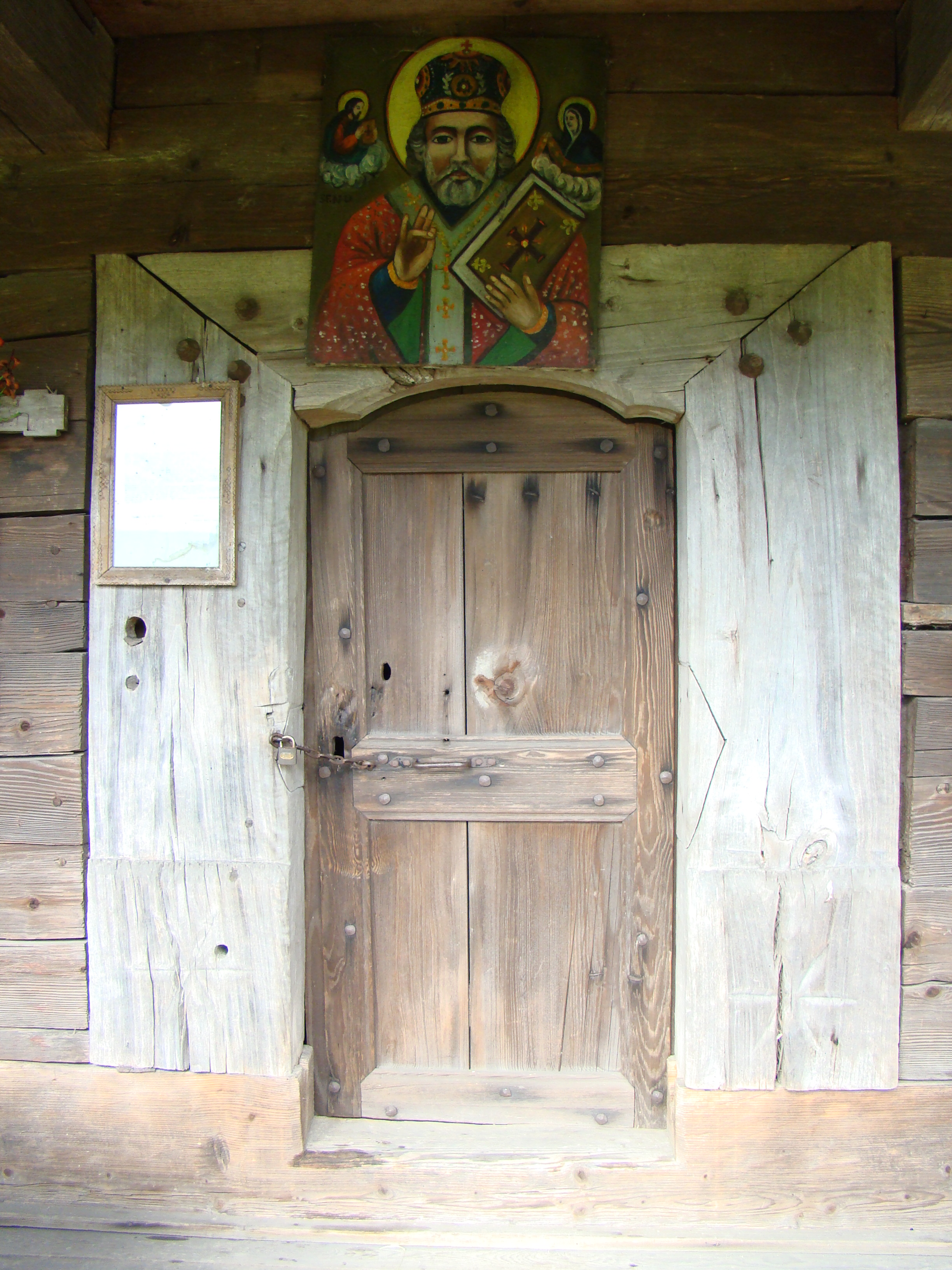
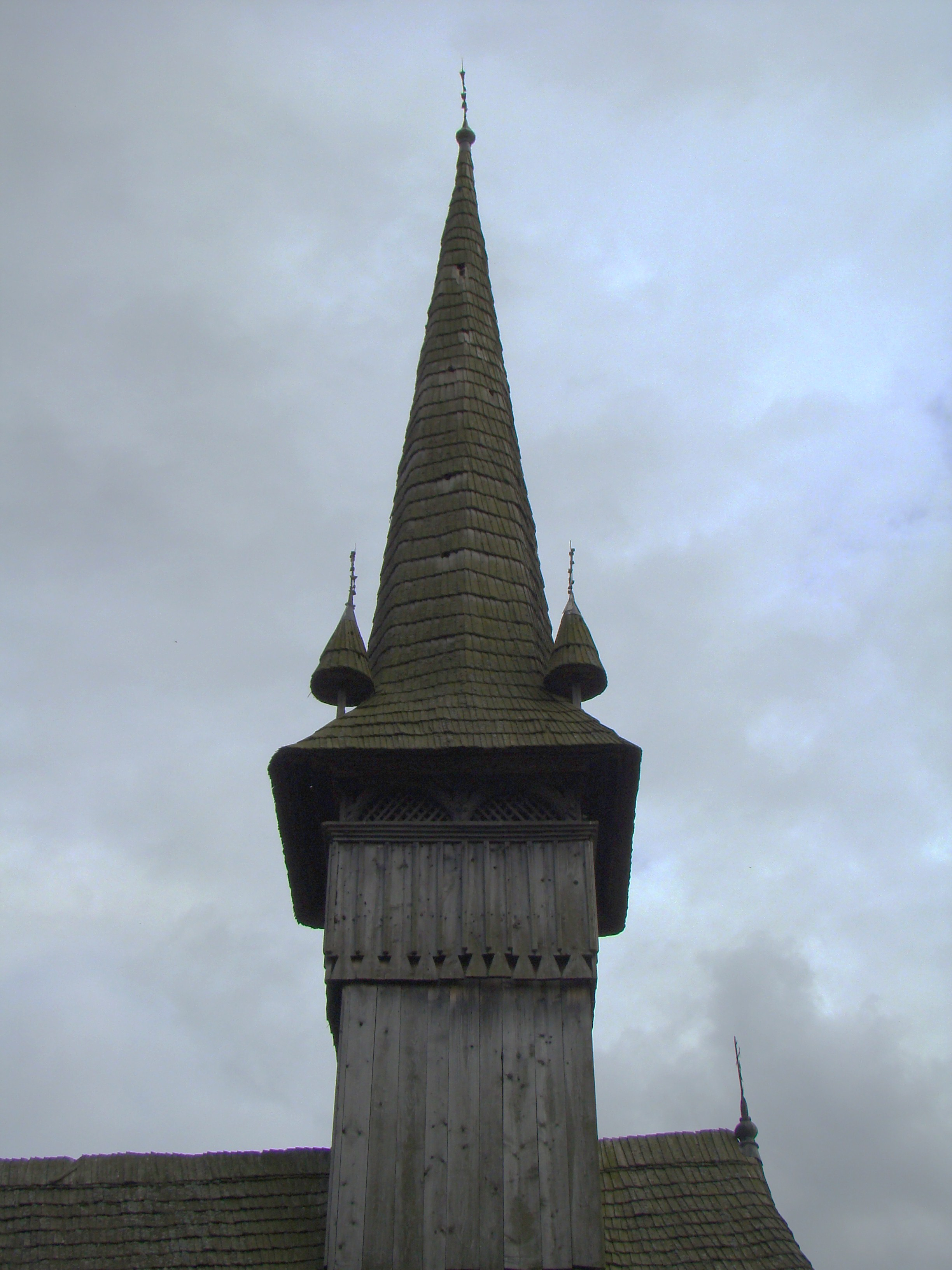
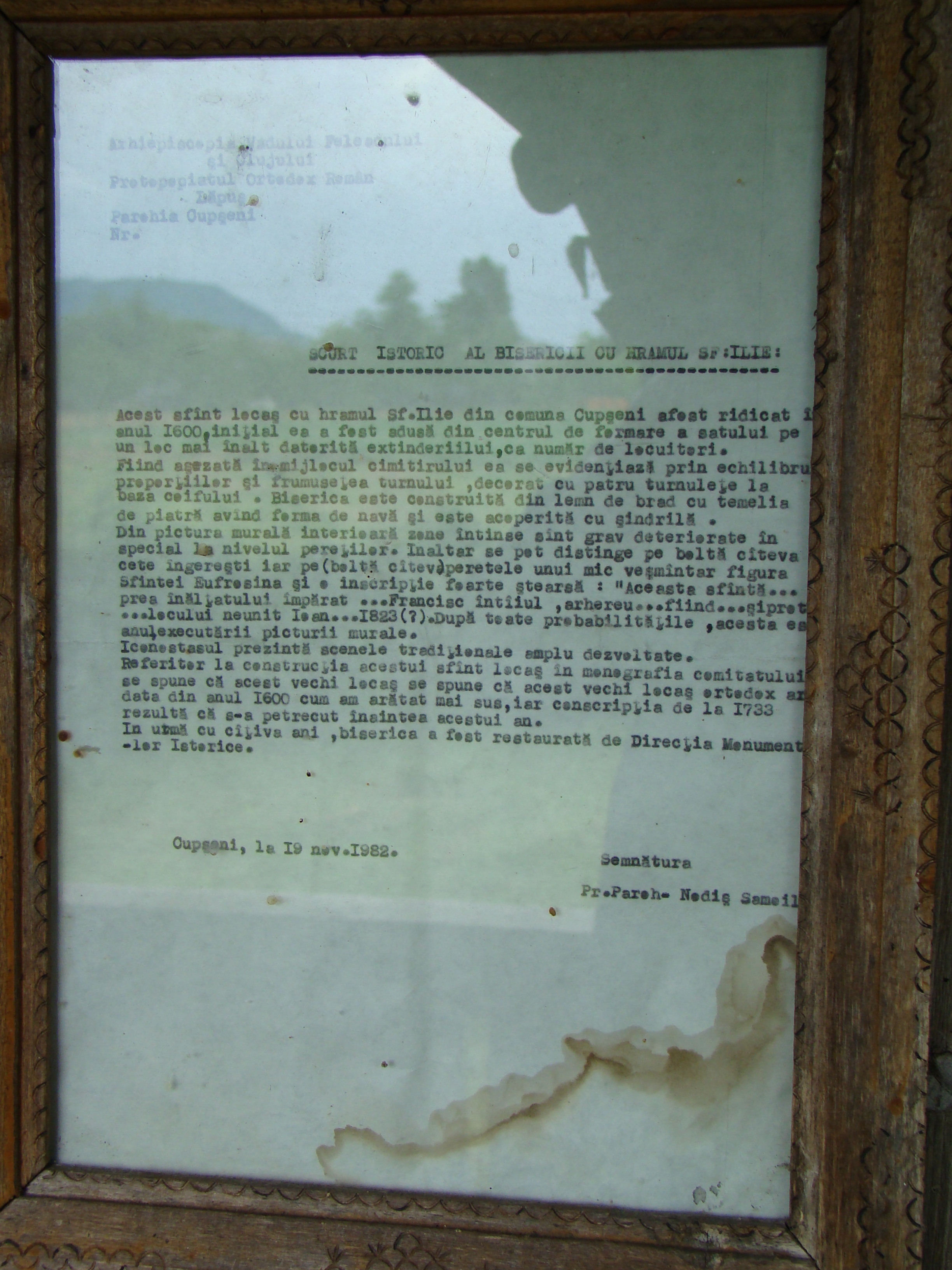